# Bertil Andersson (handbollsmålvakt)
Bertil Andersson, född 11 juni 1923, död 3 augusti 1984, var en svensk handbollsmålvakt. Han blev svensk mästare med IFK Kristianstad säsongen 1947/1948.
Andersson är en av blott tre målvakter som lyckats släppa in ett enda mål under en match i högsta serien (dåvarande Allsvenskan, nuvarande Handbollsligan), den 2 november 1947. Hans klubb IFK Kristianstad vann mot Västerås HF med 13–1.Såvitt känt spelade Bertil Andersson för IFK Kristianstad hela sin karriär men åren för karrären är okända men omfattade åtminstone 1946 till 1948.